# نوفوزايبكوف
نوفوزايبكوف (بالروسية: Новозыбков) هي إحدى مدن روسيا في الكيان الفدرالي الروسي بريانسك أوبلاست.